# Wide area synchronous grid
Una wide area synchronous grid (en català, superxarxa síncrona), també coneguda com a "Interconnection" a l'Amèrica del Nord, és una xarxa elèctrica a escala regional o major que funciona a una freqüència sincronitzada i està vinculada elèctricament entre si durant les condicions normals del sistema. Aquestes són també conegudes com a zones síncrones, la més gran de les quals és la xarxa síncrona d'Europa continental (ENTSO-E) amb 667 gigawatts (GW) de generació, i la regió més àmplia servida pel sistema IPS/UPS servint països de l'antiga Unió Soviètica. Les xarxes síncrones amb una àmplia capacitat faciliten el mercat elèctric en àrees molt extenses. L'ENTSO-E de 2008, es van vendre 350.000 megawatt hores per dia en l'European Energy Exchange (EEX). Com es va descobrir en la crisi energètica de Califòrnia, existeixen forts incentius entre alguns comerciants del mercat per crear deliberadament la congestió i la mala gestió de la capacitat de generació d'una xarxa d'interconnexió per inflar artificialment els preus. L'augment de la capacitat de transmissió i l'expansió del mercat mitjançant la unió amb xarxes síncrones veïnes farà més difícil aquestes manipulacions.
Totes les interconnexions a l'Amèrica del Nord estan sincronitzades en 60 Hz, mentre que les d'Europa funcionen a 50 Hz. Les interconnexions poden ser vinculades entre si a través de línies de transmissió elèctrica de corrent continu d'alta tensió (enllaços DC), o amb transformadors de freqüència variable (variable-frequency transformer o VFT), que permeten un flux controlat d'energia, mentre que també aïlla funcionalment les freqüències d'alimentació CA independents de cada costat.
Els beneficis de les zones síncrones inclouen posada en comú de la generació, el que resulta en menors costos de producció; la posada en comú de la càrrega, el que resulta en efectes igualadors significatius; aprovisionament comú de reserves, el que resulta en menors costos d'energia de reserva primària i secundària; obertura del mercat, el que resulta en la possibilitat de contractes a llarg termini i intercanvis a curt termini; i l'assistència mútua en cas de pertorbacions.
La Tres Amigas SuperStation permet aquestes transferències d'energia i el comerç entre la Eastern Interconnection i la Western Interconnection utilitzant connexions HVDC de 30GW.